# Qūrīshkāk
Qūrīshkāk (persiska: قوريشكاك, قوریشکاک) är en ort i Iran.   Den ligger i provinsen Västazarbaijan, i den nordvästra delen av landet, 700 km nordväst om huvudstaden Teheran. Qūrīshkāk ligger 1 459 meter över havet och antalet invånare är 624.
Terrängen runt Qūrīshkāk är kuperad åt nordost, men åt sydväst är den platt.Runt Qūrīshkāk är det ganska glesbefolkat, med 39 invånare per kvadratkilometer. Närmaste större samhälle är Mākū, 15,5 km söder om Qūrīshkāk. Trakten runt Qūrīshkāk består i huvudsak av gräsmarker.